# Don Quishocking
Don Quishocking was een cabaretgroep die werd opgericht in 1967.

## Geschiedenis
De groep kwam voort uit een initiatief van George Groot op het Instituut voor Neerlandistiek te Amsterdam en de cabaretplannen van Fred Florusse bij Philips Nederland in Eindhoven. De groep bestond in het begin uit Pieter van Empelen (muziek), Fred Florusse, George en Anke Groot (in het begin nog Anke Petersson) en Jacques Klöters. Van Empelen werd in 1977 vervangen door Willem Jan Gevers. In 1980 verliet Anke Groot de groep. 
In 1968 deed de groep mee met de derde editie van het studentencabaretfestival Cameretten 1968 in Delft en werd eerste. De groep vormde samen met het cabaret van Ivo de Wijs de cabaret-subtop in de eerste helft van de jaren zeventig, achter het Lurelei-cabaret en Neerlands Hoop. 
De groep maakte vanaf 1967 elf programma's; acht als Don Quishocking, twee als VHDQS (Voorheen Don Quishocking) en één als de Heren van Don Quishocking in 2001. 
De groep viel begin jaren tachtig uit elkaar door de spanningen die ontstonden toen George Groot enige tijd lid van de Bhagwanbeweging was. Hun programma Wij zijn volstrekt in de war ging over die onderlinge spanningen. De opvoeringen van dit programma lieten bij iedereen diepe sporen na. Toen de groep vanaf 1985 weer af en toe een nieuw programma maakte, wilde Anke Groot om die reden niet meer meedoen. Ze werd vervangen door achtereenvolgens Joke Bruijs, Maaike Martens en Jetta Starreveld.
In 2007 bracht de groep voor het laatst een programma, genaamd Dingen die je niet meer ziet in opdracht van het Amsterdams Kleinkunst Festival.
Sindsdien heeft de groep nog wel korte incidentele optredens verzorgd, zoals in 2011 bij een jubileum van theater De Engelenbak en bij een festiviteit rond de verjaardag van Jan Terlouw. In 2012 was Don Quishocking te zien bij het Kleinkunstgala rond het 25-jarig jubileum van het Amsterdams Kleinkunst Festival in het DeLaMar, een hommage aan Drs. P in De Kleine Komedie en bij de laatste Open Bak van De Engelenbak. De zangpartijen van Anke Groot werden hierbij nog altijd vertolkt door Jetta Starreveld.     
Jacques Klöters werd later medewerker van het Nederlands Theater Instituut en de Amsterdamse Toneelschool & Kleinkunstacademie. Hij schreef diverse naslagwerken over theaterhistorie en presenteerde radioprogramma's als Het podium van de Nederlandse lichte muziek en De Sandwich. Ook was hij enige tijd presentator of co-presentator van de tv-versie van Andermans veren.
Fred Florusse werkte verder als regisseur en theatermaker van onder anderen Karin Bloemen, Jack Spijkerman, Hans Dorrestijn, Paul de Leeuw, Erik van Muiswinkel en Justus van Oel.

## Programma's (onvolledig)
Don Quishocking
- 1967: Eerste Programma
- 1968: Bijna Uitverkocht
- 1969-1970: Kinderen en militairen half geld
- 1971-1972: Waar het valt daar legt het
- 1973: Zand in je badpak (met onder meer Oude school)
- 1976-1977: Afscheidstournee I
- 1978: Trappen op
- 1981: We zijn volstrekt in de war
- 1982: Afscheidstournee II

VHDQS
- 1985: Kaltes Grauen
- 1987: Instituut Zwagerman

## Prijzen
- 1971: Zilveren Trap
- 1974: Zilveren Harp
- 1974: Louis Davids-prijs
- 1978: Edison

## Discografie
| Jaar | Titel                                                          | Format                  | Label          | Catalogusnr  | Opmerking |
| ---- | -------------------------------------------------------------- | ----------------------- | -------------- | ------------ | --------- |
| 1970 | Kinderen en militairen half geld                               | 12"lp                   | PHILIPS        | 6402 003     |           |
| 1971 | Waar het valt daar legt het                                    | 12"                     | PHILIPS        | 6423 032     |           |
| 1972 | Opa / De mooiste meid                                          | 7"single                | PHILIPS        | 6012 201     |           |
| 1974 | Zand in je badpak                                              | 12"LP                   | PHILIPS        | 6413 054     |           |
| 1977 | Afscheidstoernee I                                             | 2 12"LP's               | PHILIPS        | 6629 007     |           |
| 1977 | Cabaret - Vandaag gisteren morgen 7 - Don Quishocking          | 12"lp                   | PHILIPS        | 9286 793     |           |
| 1979 | Trappen op                                                     | 12"lp                   | PHILIPS        | 6423 126     |           |
| 1985 | Kaltes Grauen - Erika Mann en die Pfeffermühle - Een opgraving | mc                      | KRO CABARET    |              |           |
| 1987 | Instituut Zwagerman                                            | mc                      | KRO CABARET    |              |           |
| 1991 | Dingen die je niet meer ziet                                   | cd                      | MERCURY        | 510 583 2    |           |
| 2001 | I fossili - Nog één keer de heren van Don Quishocking          | cd                      | NIKKELEN NELIS | NN 500 204 2 |           |
| 2007 | Dankzij het cabaret - 40 jaar Don Quishocking                  | 2 dvd's + 1 cd + 1 boek |                |              |           |

### NPO Radio 2 Top 2000
| Nummer met noteringen in de NPO Radio 2 Top 2000 | '00  | '01  | '02  |
| ------------------------------------------------ | ---- | ---- | ---- |
| Oude school                                      | 1166 | 1331 | 1815 |

1. ↑  Een vetgedrukt getal geeft de hoogste notering aan.
2. ↑  2000 was het eerste jaar met een notering voor dit nummer.
3. ↑  Deze tabel is bijgewerkt tot en met de laatste editie (2024).